# Championnats du monde d'aquathlon 2000
Les Championnats du monde d'aquathlon 2000 présentent les résultats des championnats mondiaux d'aquathlon  en 2000 organisés par la fédération internationale de triathlon.
Les 3e championnats se sont déroulés à Cancún au Mexique le 28 octobre 2000.

## Distances parcourues
| Distances course (kilomètres) | Distances course (kilomètres) | Distances course (kilomètres) |
| Course à pied                 | Natation                      | Course à pied                 |
| ----------------------------- | ----------------------------- | ----------------------------- |
| 2,5                           | 1                             | 2,5                           |

## Résultats

### Élite
| Rang               | Athlète         | Pays             | Temps       |
| ------------------ | --------------- | ---------------- | ----------- |
| Médaille d'or      | Matt Reed       | Nouvelle-Zélande | 28 min 53 s |
| Médaille d'argent  | Brad Kahlefeldt | Australie        | 29 min 00 s |
| Médaille de bronze | Paul Miyasiro   | Brésil           | 29 min 02 s |

| Rang               | Athlète       | Pays      | Temps       |
| ------------------ | ------------- | --------- | ----------- |
| Médaille d'or      | Pilar Hidalgo | Espagne   | 32 min 28 s |
| Médaille d'argent  | Ana Burgos    | Espagne   | 33 min 23 s |
| Médaille de bronze | Pip Taylor    | Australie | 33 min 48 s |

## Tableau des médailles
| Rang  | Nation           | Or | Argent | Bronze | Total |
| ----- | ---------------- | -- | ------ | ------ | ----- |
| 1     | Espagne          | 1  | 1      | 0      | 2     |
| 2     | Nouvelle-Zélande | 1  | 0      | 0      | 1     |
| 3     | Australie        | 0  | 1      | 1      | 2     |
| 4     | Brésil           | 0  | 0      | 1      | 1     |
| Total | Total            | 2  | 2      | 2      | 6     |